# Amherst (New York)
Pour les articles homonymes, voir Amherst.
Amherst est une ville (town) située dans le comté d'Érié, dans l'État de New York aux États-Unis. Elle est au nord-est de Buffalo qui est la capitale administrative du comté. Au recensement de l'année 2020, la ville était peuplée de 129 595 habitants. Amherst doit son nom à l'officier anglais Jeffery Amherst.
La ville de Amherst a été nommée ville la plus sûre des États-Unis dans la catégorie des villes dont la population est comprise entre 100 000 et 499 999 habitants. La ville est située à l'extrême nord du comté, englobe l'essentiel du village de Williamsville et borde sur une petite distance le Canal Érié. Amherst est en outre la ville de la banlieue de Buffalo la plus peuplée. D'après un rapport du FBI, Amherst est la troisième ville la plus sûre du pays, toutes populations confondues derrière Newton dans le Massachusetts et Brick Township dans le New Jersey. Le classement du FBI a été basé sur six catégories de délits : meurtre, viol, cambriolage, attaque à main armée, agressions physiques et vol d'automobiles.